# بوكهام الكبرى

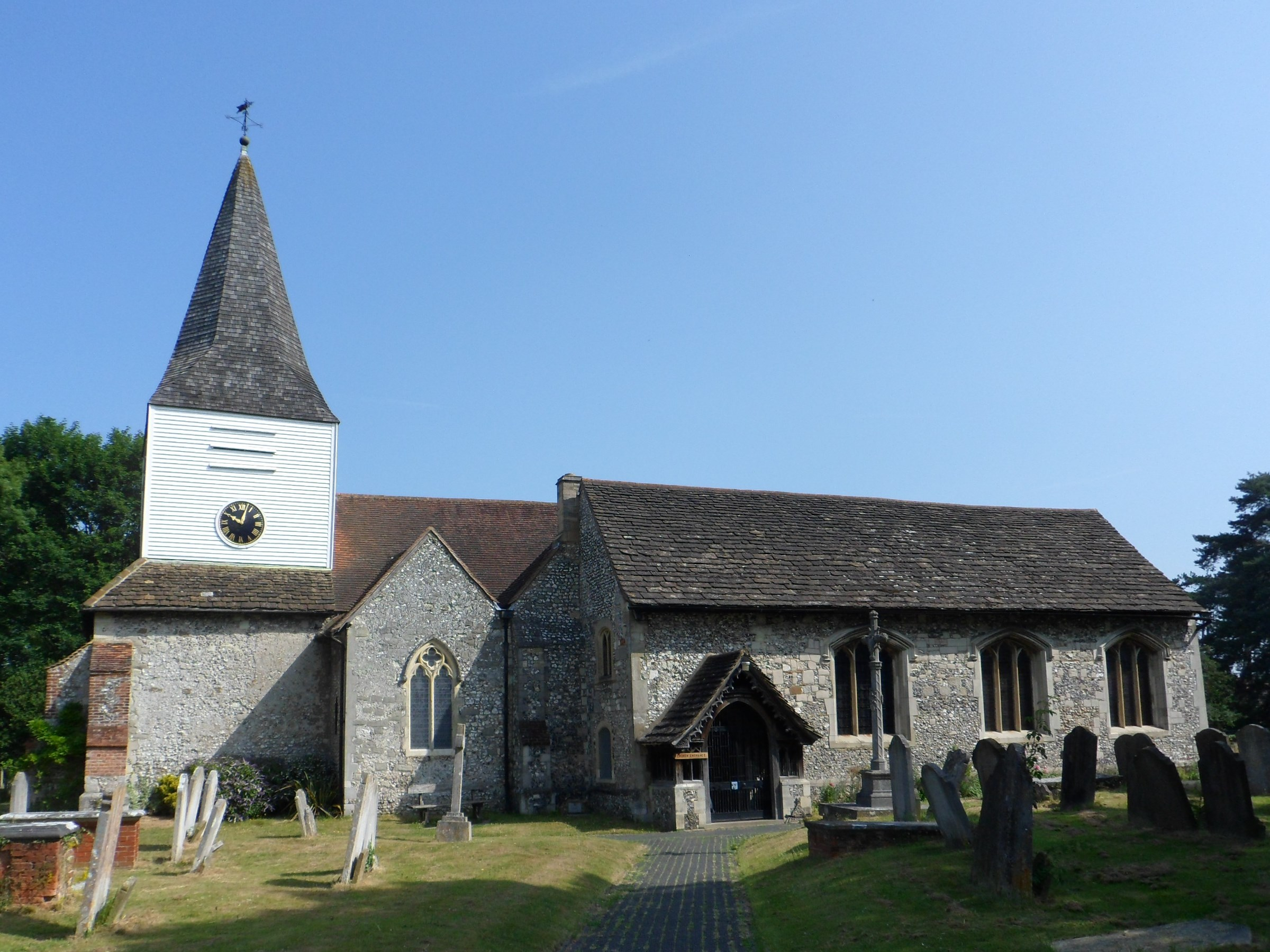

بوكهام الكبرى هي قرية تقع في سري، إنجلترا، وهي واحدة من ستة مستوطنات شبه ريفية تقع بين مدينتي ليذرهيد وجيلدفورد. مع أبرشية الشريط الضيقة في بوكهام الصغيرة، تشكل جزءًا من مستوطنة بوجام السكسونية («القرية من الزان»). يحاط بوكهامس بالأرض المشتركة، ومحطة سكة حديد بوكهام في طريق الكنيسة وفيبوكهام العظمى، وتخدم كلا المستوطنتين.
تقع القرى بالقرب من الطريق السريع A246 ، وهو الطريق غير السريع والطريق المباشر بين المدينتين. منذ فترة طويلة القريتين المتميزتين لبوكهامس مترابطة مع الطرق السكنية التي تعطي انطباعا أنها قرية واحدة كبيرة.
القرية هي موقع بولسدين ليسي، وهو منزل ريفي على الحافة الجنوبية للقرية، وتحيط به أكثر من 1000 فدان (4.0 كم 2) من الأراضي، وهي مملوكة الآن من قبل مؤسسة التراث القومي ومفتوحة للجمهور.

## تأريخ
وفقا لميثاق c.675، الذي فقدت الأصلي ولكن موجود في شكل لاحق، تم منح الدير إلى 20 مسكنا في Bocham cum Effingham. هذا ما أكده أربعة ملوك سكسونيين؛ الملك أوفا ملك ميرسيا والأمم في عام 787 ؛ الملك أثيلستان الذي كان «ملك وحاكم كل جزيرة بريطانيا» في عام 933 وقد اكد امتيازات الدير؛ الملك إدغار، «إمبراطور كل بريطانيا» في عام 967 «وقد أكد اثنا عشر قصرًا» في بوشام، وأكد الملك إدوارد المعترف، ملك الإنجليز، في عام 1062 عشرين مانزا في بوكهام نائب الرئيس إيفينجهام ودريثام وبيشنجهام.
تقع مدينة بوكهام الكبرى داخل المنطقة الإدارية الأنجلو سكسونية في إيفنغهام.
يُعد كتاب كتاب ونشيستر 1086، الذي كان عبارة عن مسح لأغراض الضرائب، أول تمييز معروف بين أبرشيات بوكهام الكبرى والصغرى، إذا افترض أنه لم يكن هناك أبرشية منفصلة في وقت ميثاق إدوارد المعترف في 1062. يشار إلى كل من Driteham و Pechingeorde في كتاب ونشيستر ويبدو أنهما قد تم استيعابهما في عزوف Effingham و Court الشرقية. يظهر بوكهام الكبرى في كتاب ونشيستر باسم Bocheham. أقامها دير القديس بطرس، تشيرتسي. وكانت أصول يوم التداول هي: 13 إخفاء؛ كنيسة واحدة، مطحنة واحدة بقيمة 10s ، 20 محاريث، 6 فدان (2.4 هكتار) من المروج والغابات والاعشاب بقيمة 110 خنازير. قدمت (في المجموع): 15 جنيه إسترليني.